# ديدي ويلسون
ديدي ويلسون (بالإنجليزية: Dede Wilson)‏ هي كاتِبة وشاعرة أمريكية، ولدت في 12 فبراير 1937.